# Zénith (salle de spectacle)
Pour les articles homonymes, voir Zénith.

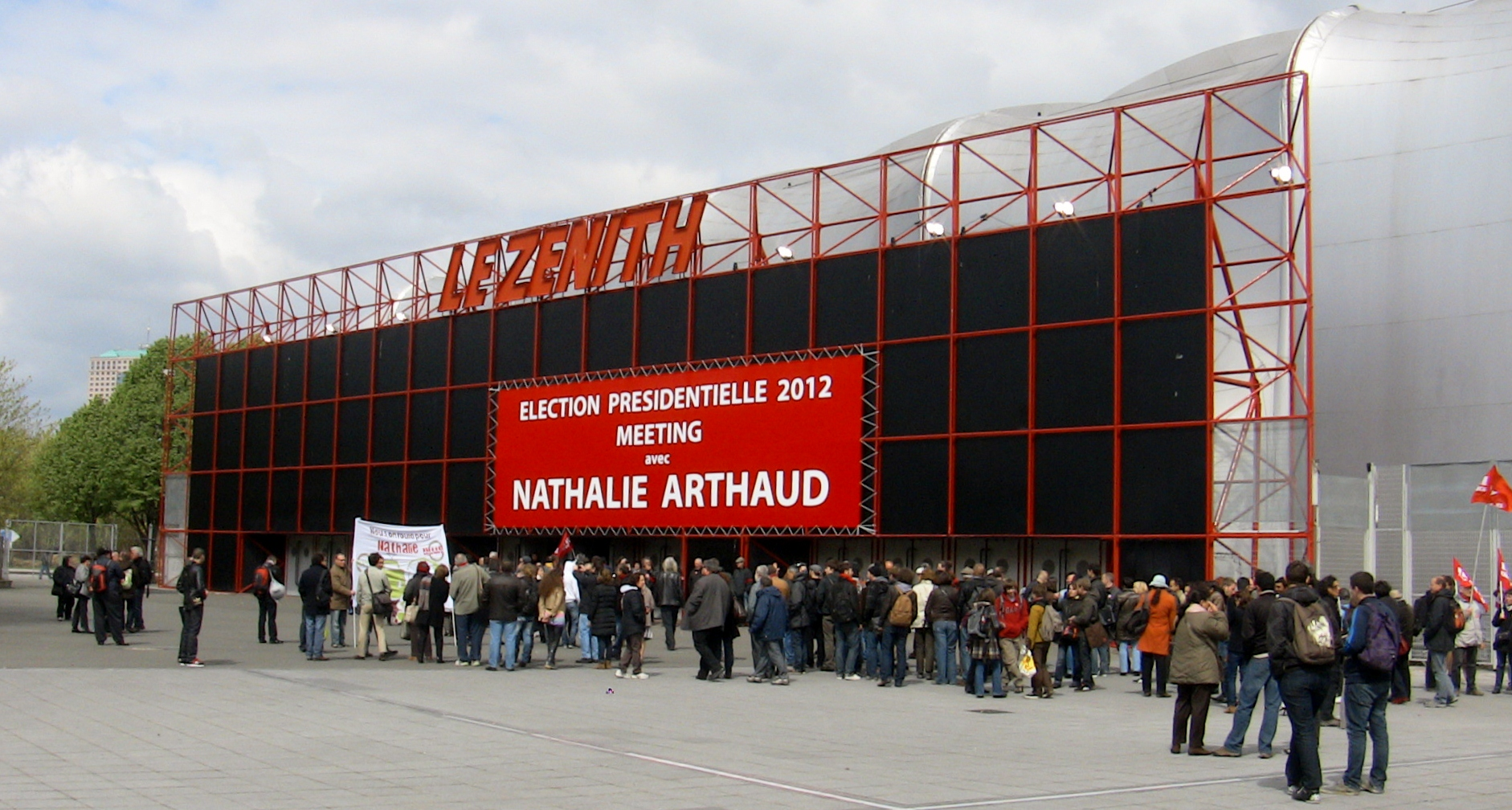
Zénith de Paris.

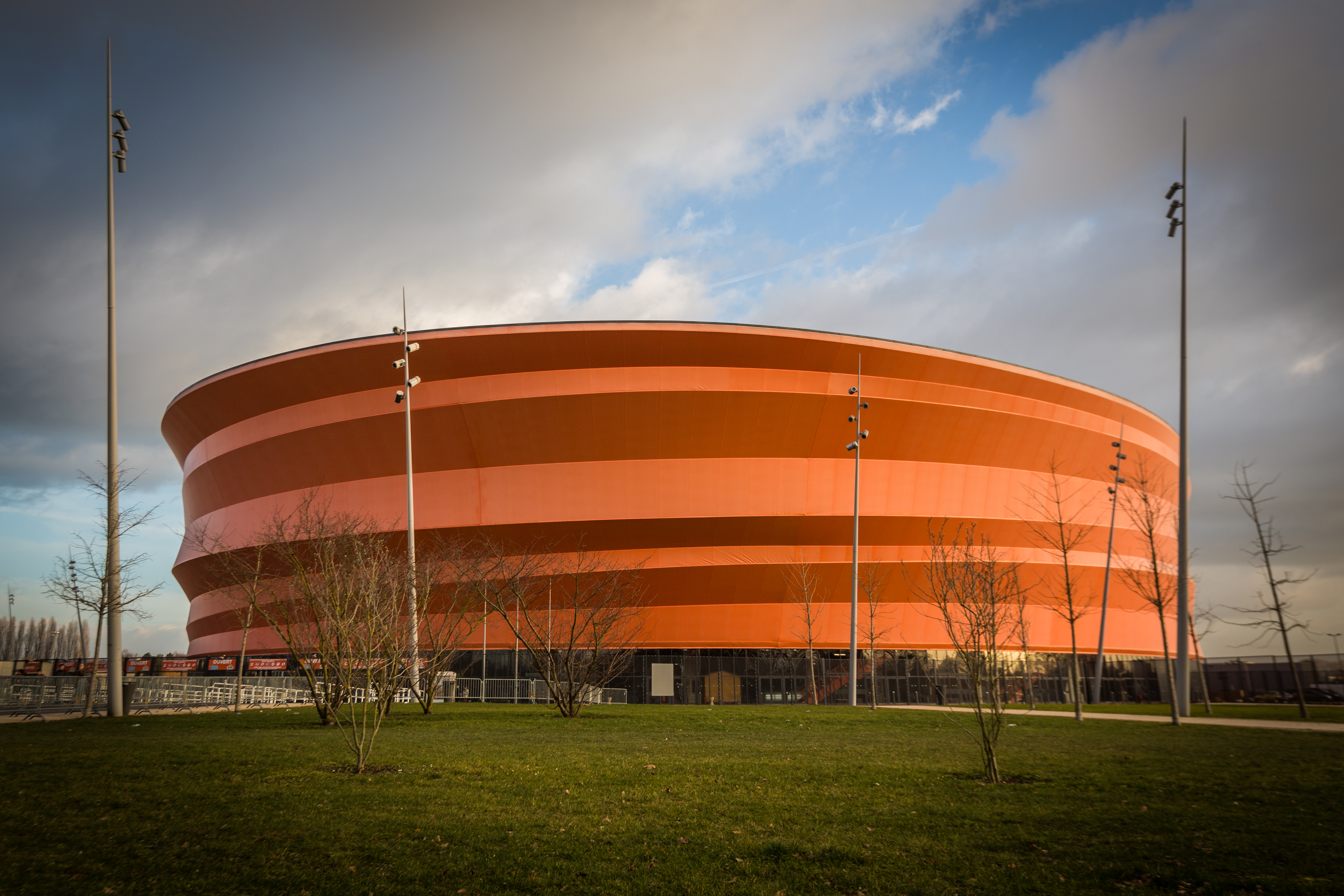
Le Zénith de Strasbourg.

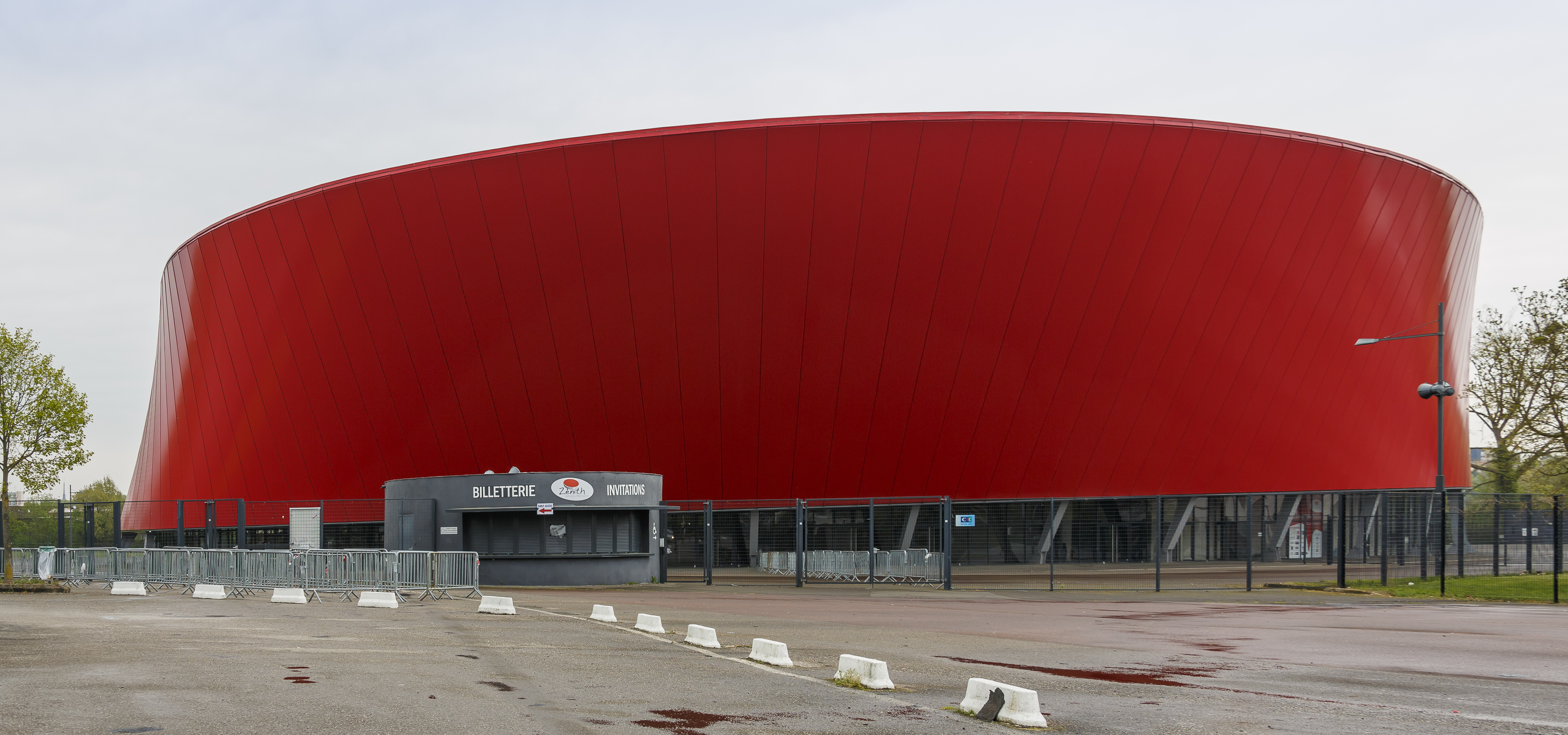
Le Zénith d'Amiens.

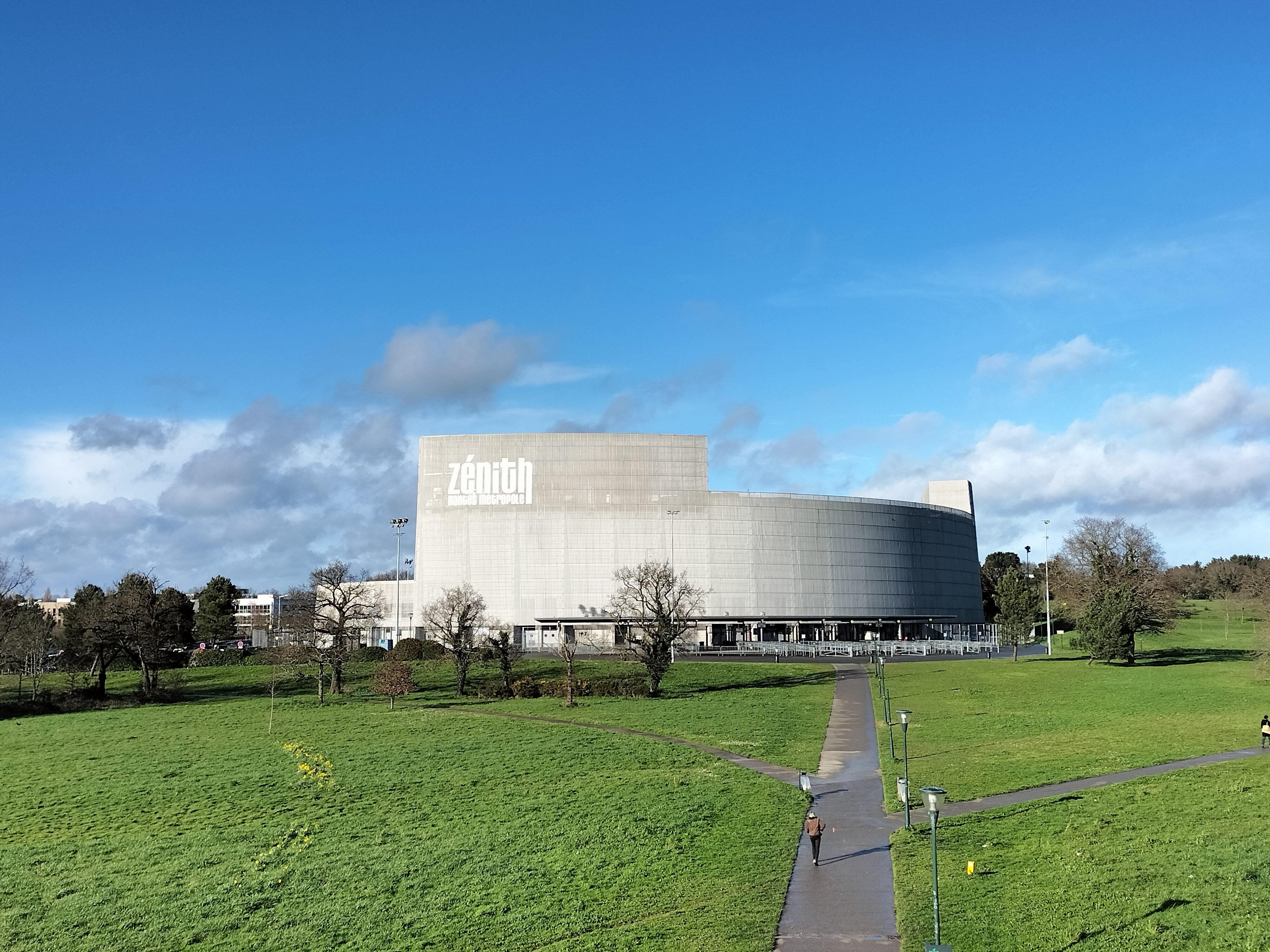
Zénith de Nantes

En France, Zénith est un type de salle de spectacle. On en compte actuellement dix-sept. 

## Historique
En 1981, Jack Lang, alors ministre de la Culture décide de concevoir une salle de grande capacité située à l'extérieur des villes, adaptée au rock et aux musiques populaires, et inaugure le concept de « Le Zénith » avec le Zénith de Paris pour remplacer le Pavillon de Paris. Situé au Parc de la Villette, il fut conçu au départ comme prototype temporaire, par l'atelier d'architecture Chaix & Morel et associés.
Le nom « Le Zénith » est une marque déposée et l’utilisation de ce terme est soumise au respect d’un cahier des charges (par exemple la salle doit contenir au moins 3 000 places et être modulable). Le nom de cette salle est un hommage à celui du Zénith, un ballon à gaz de 3 000 m3, fabriqué par Théodore Sivel et financé par la Société de navigation aérienne, qui a battu des records avant de causer en 1875 les premiers décès d'aéronautes dus à l'altitude. Celui-ci s'était envolé sur l'emplacement actuel de la salle parisienne.
Depuis janvier 2008, le plus grand Zénith de France se situe à Strasbourg avec une capacité de 12 079 places (tous les gradins ouverts et le parterre en configuration « debout »).
Seules deux régions administratives métropolitaines n'accueillent pas à l'heure actuelle de Zénith :
- la Bretagne. La Brest Arena (5 500 places) inaugurée en 2014 se rapproche du concept Zénith ;
- la Corse.

## Liste des Zénith de France

### Métropole
| \| Strasbourg Toulouse Clermont-Ferrand Nantes Dijon Toulon Rouen Pau Saint-Étienne Lille Caen Orléans Montpellier Paris Amiens Limoges Nancy \| Localisation des Zénith de France. |
| Strasbourg Toulouse Clermont-Ferrand Nantes Dijon Toulon Rouen Pau Saint-Étienne Lille Caen Orléans Montpellier Paris Amiens Limoges Nancy                                          |

Les salles sont classées par ordre décroissant selon leur capacité maximale d'accueil.
| Zénith                       | Date | Capacité      | Remarque                          |
| ---------------------------- | ---- | ------------- | --------------------------------- |
| Zénith Strasbourg Europe     | 2008 | 12 079 places |                                   |
| Zénith de Toulouse Métropole | 1999 | 11 000 places | Depuis son agrandissement en 2014 |
| Zénith d'Auvergne            | 2003 | 9 400 places  | Depuis son agrandissement en 2014 |
| Zénith de Nantes Métropole   | 2006 | 9 000 places  |                                   |
| Zénith de Dijon              | 2005 | 8 888 places  | Depuis son agrandissement en 2012 |
| Zénith de Toulon             | 1992 | 8 875 places  | Contient un agrandissement        |
| Zénith de Nancy              | 1993 | 8 000 places  | Ou 25 000 places en extérieur     |
| Zénith de Rouen              | 2001 | 8 000 places  |                                   |
| Zénith de Pau                | 1992 | 7 500 places  |                                   |
| Zénith de Saint-Étienne      | 2008 | 7 200 places  |                                   |
| Zénith de Lille              | 1994 | 7 000 places  |                                   |
| Zénith de Caen               | 1993 | 6 990 places  |                                   |
| Zénith d'Orléans             | 1996 | 6 900 places  |                                   |
| Zénith de Paris              | 1984 | 6 804 places  |                                   |
| Zénith de Limoges            | 2007 | 6 800 places  |                                   |
| Zénith Sud (Montpellier)     | 1986 | 6 300 places  |                                   |
| Zénith d'Amiens              | 2008 | 6 000 places  |                                   |

### Projets abandonnés
- Zénith du Port à La Réunion d'une capacité de 4 000 à 10 000 places est un projet qui a été abandonné en mai 2014[2].
- Zénith de Rennes Métropole d'une capacité de 10 000 places prévu sur le site du Parc Expo Rennes Aéroport à Bruz[3]. Annoncé en 2019 avec une ouverture prévue en 2025, le projet est finalement abandonné six mois plus tard, dès le lendemain des élections municipales de 2020[4].